# جاك ريفيير
جاك ريفيير (بالفرنسية: Jacques Rivière)‏ (15 يوليو 1886، بوردو في فرنسا - 14 فبراير 1925، باريس في فرنسا)؛ كاتب وروائي فرنسي.

## روابط خارجية
- جاك ريفيير على موقع الموسوعة البريطانية (الإنجليزية)